# 胡克定律
胡克定律（英語：Hooke's law）是力学的弹性理论中的一条基本定律，指固体材料受力後，应力與应变（單位變形量）成線性關係，满足此定律的材料称为线弹性或胡克型材料。
从物理學的角度看，胡克定律源于多数固体（或孤立分子）内部的原子在无外载作用下处于稳定平衡的状态。
很多实际材料，例如一根长度为{\displaystyle L}、横截面积為{\displaystyle A}的棱柱形棒在力学上都可以用胡克定律来模拟——其單位伸长（或縮減）量{\displaystyle \varepsilon }
（应变）在常系数{\displaystyle E}（称为弹性模量）下，与拉（或壓）应力{\displaystyle \sigma }成正比例，即：
{\displaystyle \sigma =E\varepsilon }
或
{\displaystyle \Delta L={\frac {1}{E}}\times L\times {\frac {F}{A}}={\frac {1}{E}}\times L\times \sigma }
{\displaystyle \Delta L}：總伸長（縮減）量。胡克定律利用17世纪英国物理学家罗伯特·胡克的名字命名。胡克提出该定律的过程颇有趣味，他于1676年发表了一句拉丁语字谜，谜面是：ceiiinosssttuv。两年后他公布了谜底是：ut tensio sic vis，意思是“力如伸长（那样变化）”（见参考文献[1]），这正是胡克定律的中心内容。
胡克定律仅适用于特定负载条件下的部分材料。钢材在多数工程应用中都可视为线弹性材料，在其弹性范围内（即应力低于屈服强度时）胡克定律都适用。另外一些材料（如铝材）则只在弹性范围内的一部分区域行为符合胡克定律。对于这些材料需要定义一个应力线性极限，在应力低于该极限时线性描述带来的误差可以忽略不计。
还有一些材料在任何情况下都不满足胡克定律（如橡胶），这种材料称为“非胡克型”（neo-hookean）材料。橡胶的刚度不仅和应力水平相关，还对温度和加载速率十分敏感。
胡克定律在磅秤制造、应力分析和材料模拟等方面有廣泛的使用。

## 正式定義

### 用於線性彈簧
对于一个一端固定的螺旋弹簧，当其自由端被大小为Fs的力拉伸达到平衡（即长度不再改变）时，令x为弹簧自由端的位移量（从非拉伸状态到拉伸达到平衡状态），胡克定律表示为：
{\displaystyle F_{s}=kx}
即：
{\displaystyle x={\frac {F_{s}}{k}}}
式中，k为刻画弹簧属性的正实数。该式子对压缩弹簧同样成立，此时Fs和x都为负数。根据此式，施加的力Fs时位移x的函数，函数图像是经过原点且斜率为k的一条直线。
有时胡克定律也可以表示为弹簧对拉动其自由端物体提供恢复力（restoring force）。由于恢复力的方向和位移方向相反，这种情况下的胡克定律表示为：
{\displaystyle F_{s}=-kx}

### 一般"標量"彈簧
胡克定律通常适用于任意复杂度的弹性物体，只要形变和应力可以用一个正数（或负数）表示。
例如，当连接两个平行的塑料板的橡胶块受到剪切力（而非拉伸或压缩）形变时，对于小形变而言，剪切力Fs和板的侧向位移x遵循胡克定律。
胡克定律也适用于两端支撑的直钢筋或混凝土柱（通常用于建筑），受到中间某点的力F而发生弯曲。此时，位移x是物体在横向上相对于其空载形状的形变。
胡克定律还适用于这种情况：将钢丝一端固定，另一端连接杠杆，通过旋转杠杆可以扭曲钢丝。此时，应力Fs是施加在杠杆上的力，x是杠杆沿圆形路径行进的距离。等价地说，Fs是杠杆施加到钢丝末端的扭矩，x是该端转动的角度。在这两种情况中，尽管常数k不同，Fs与x均成正比。

### 向量公式
在对螺旋弹簧进行拉伸（或压缩）时，施加的力（或恢复力）与弹簧的伸长量（或压缩量）方向相同（即弹簧的轴向）。因此，如果将Fs和x定义为向量，胡克定理仍然成立，表示力向量是伸长向量乘以固定标量。

## 測量單位
在国际单位制中，位移以米（m）为单位，力以牛顿（N 或 kg·m/s2）为单位。因此，弹簧常数k和张量κ的元素都以牛顿/米（N/m）或千克/秒的平方（kg/s2）为单位。
对于连续介质，应力张量σ的元素是力除以面积，因此与压力具有相同的单位，即帕斯卡（Pa，N/m2，或 kg/(m·s2)）。应变张量ε的元素是无量纲量（位移除以距离）。因此，cijkl中元素的单位也表示为压力。

## 派生公式

### 彈簧能量
```
鬆弛力常數（廣義順應常數）
```

## 弹簧方程

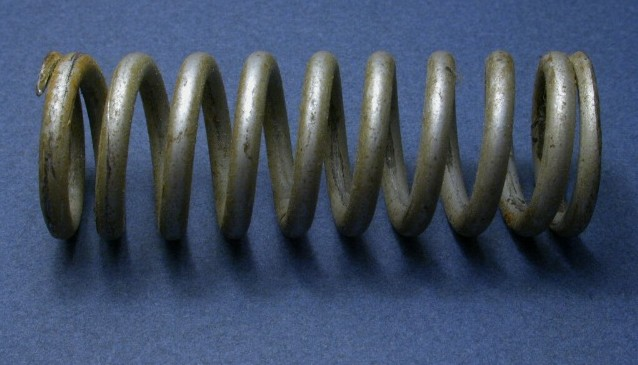
胡克定律能精确地描述普通弹簧在变形不太大时的力学行为。

胡克定律应用的一个常见例子是弹簧。 在弹性限度内，弹簧的弹力{\displaystyle F}和弹簧的长度变化量{\displaystyle x}成線性關係，即：
{\displaystyle F=-kx}
{\displaystyle k}：弹簧的劲度系数(彈力係數)，由材料性质、几何外形决定，负号：弹簧产生的弹力与其伸长(压縮)的方向相反，这种弹力称为回復力，表示它有使系统回復平衡的趋势。满足上式的弹簧称为线性弹簧。
通过变形储存在弹簧中的弹性势能为：
{\displaystyle U={1 \over 2}kx^{2}}
该式可以理解为弹簧在压缩过程中逐小段做负功的极限累加，数学上就是作用力对作用距离的定积分（注意势能恒为正值）。
势能函数在 {\displaystyle U-x} 平面内是一段抛物线。随着弹簧沿{\displaystyle x}方向变形（无论拉伸还是压缩），势能相应增加。非平衡状态时的势能总是高于平衡状态（{\displaystyle x=0}）时的势能。所以弹簧力的作用总是使系统向势能减少的方向运动，正如在半山上的球在重力的作用下总是要往山下（重力势能小的地方）滚一样。
如果将一块质量悬挂在这样一个弹簧的末端，然后对它施加一个轴向扰动（可以是敲打或拉开一段距离突然松手），质量和弹簧组成的系统将会以下列固有角频率（又称共振角频率）开始振动：
{\displaystyle \omega _{n}={\sqrt {k \over m}}}

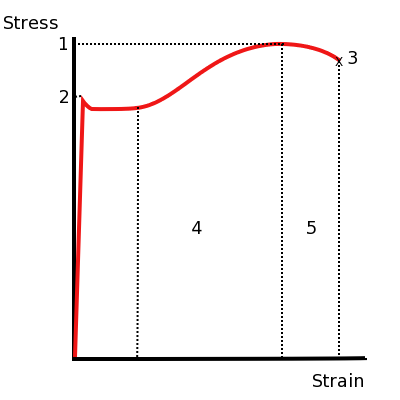
低碳钢的应力-应变曲线。胡克定律描述的仅为原点到屈服点之间的那一段陡峭的直线。
1. 最大强度
2. 屈服强度
3. 破坏点
4. 加工硬化区
5. 颈缩区

若要对处于三维应力状态下的材料进行描述，需要定义一个包含81个弹性常数的四阶张量{\displaystyle c_{ijkl}} 以联系二阶应力张量{\displaystyle \sigma _{ij}}和应变张量（又称格林张量）{\displaystyle \varepsilon _{kl}}。
{\displaystyle \sigma _{ij}=\sum _{kl}c_{ijkl}\cdot \varepsilon _{kl}}
由于应力张量、应变张量和弹性系数张量存在对称性（应力张量的对称性就是材料力学中的剪应力互等定理），81个弹性常数中对于最一般的材料也只有21个是独立的。
由于应力的单位量纲（力/面积）与压强相同，而应变是无量纲的，所以弹性常数张量{\displaystyle c_{ijkl}}中每一个元素（分量）都具有压强的量纲。
对于固体材料大变形力学行为的描述需要用到新胡克型固体模型（neo-Hookean solids）和Mooney-Rivlin型固体模型。

## 胡克定律的张量形式
（在牛顿流体中的类比参见粘性词条。）
各向同性材料（isotropic materials，也译作等向性材料）顾名思义就是（力学）性能沿空间中不同方向不发生变化的材料。显然描述这种材料的物理方程的形式不应随坐标系的旋转而改变。材料内部的应变张量也应该是对称的。由于任何张量的迹都是一个与所选坐标系无关的量，所以可以完备地将一个对称张量分解为一个常张量（即除主对角线上的分量以外均为0的张量）和一个迹为0的对称张量之和。即：
{\displaystyle \varepsilon _{ij}=\left({\frac {1}{3}}\varepsilon _{kk}\delta _{ij}\right)+\left(\varepsilon _{ij}-{\frac {1}{3}}\varepsilon _{kk}\delta _{ij}\right)}
其中{\displaystyle \delta _{ij}}是一个二阶单位张量（通过克罗内克δ记号来定义）。上式右边第一项是一个常张量，称为应变张量的静水压分量；右边第二项是一个迹为0的对称张量，称为剪应变分量。
对于各向同性材料，胡克定律最普遍的形式是将应力张量写成上述两个应变张量分量的线性组合：
{\displaystyle \sigma _{ij}=3K\left({\frac {1}{3}}\varepsilon _{kk}\delta _{ij}\right)+2G\left(\varepsilon _{ij}-{\frac {1}{3}}\varepsilon _{kk}\delta _{ij}\right)}
式中K称为体积模量，{\displaystyle G}是材料的剪切模量。
利用弹性力学理论中的弹性常数和实际工程应用中使用的弹性模量之间的关系，以上的关系还可写成其他形式，譬如下面这组方程用应力张量来表示了应变张量：
{\displaystyle {\begin{cases}\varepsilon _{11}={\cfrac {1}{Y}}\left(\sigma _{11}-\nu (\sigma _{22}+\sigma _{33})\right)\\\varepsilon _{22}={\cfrac {1}{Y}}\left(\sigma _{22}-\nu (\sigma _{11}+\sigma _{33})\right)\\\varepsilon _{33}={\cfrac {1}{Y}}\left(\sigma _{33}-\nu (\sigma _{11}+\sigma _{22})\right)\\\varepsilon _{12}={\cfrac {\sigma _{12}}{2G}}\\\varepsilon _{13}={\cfrac {\sigma _{13}}{2G}}\\\varepsilon _{23}={\cfrac {\sigma _{23}}{2G}}\end{cases}}}
式中{\displaystyle Y}称为杨氏模量，{\displaystyle \nu }为泊松比。

### 正交各向异性材料
正交各向异性材料是非常常见的一种材料模型，这种材料有三个互相正交的材料对称面；其三维胡克定理可以用矩阵表示为
{\displaystyle {\begin{pmatrix}\sigma _{11}\\\sigma _{22}\\\sigma _{33}\\\sigma _{12}\\\sigma _{23}\\\sigma _{31}\\\end{pmatrix}}={\begin{pmatrix}C_{11}&C_{12}&C_{13}&0&0&0\\C_{12}&C_{22}&C_{23}&0&0&0\\C_{13}&C_{23}&C_{33}&0&0&0\\0&0&0&C_{44}&0&0\\0&0&0&0&C_{55}&0\\0&0&0&0&0&C_{66}\end{pmatrix}}{\begin{pmatrix}\varepsilon _{11}\\\varepsilon _{22}\\\varepsilon _{33}\\\varepsilon _{12}\\\varepsilon _{23}\\\varepsilon _{31}\\\end{pmatrix}}}
此式中独立的材料常数为9个。
注意式中三个剪切应力和三个剪切应变的顺序，不同教科书可能会不同的选择。
各向同性材料也是正交各向异性材料的一种特例，即有无数个对称平面的情况。这时独立材料常数只有{\displaystyle 2}个，即杨氏模量和泊松比。